# بنداری اصفهانی
بُنداری، قوام‌الدین فتح‌بن علی بن محمد اصفهانی، مورّخ ایرانیِ قرن هفتم و مترجم شاهنامه فردوسی به عربی.
بُنداری آثار خود را به عربی می‌نوشته و شهرت اصلی او به سبب تلخیص و تهذیب کتاب زُبدَة النُصرَه و نُخبَة العُصره، در تاریخ سلجوقیان، تألیف عمادالدین اصفهانی است که پس از زدودن کتاب از برخی آرایش‌های ادبی، آن را در ۶۲۳ به شرف‌الدین عیسی‌بن العادل ایوبی، الملک المعظَّم، هدیه کرد. به گفتهٔ خودش، تاریخ صلاح الدین ایوبی به‌نام البرق الشامی تألیف عمادالدین اصفهانی را تلخیص کرده، و بر تاریخ بغدادِ خطیب بغدادی نیز ذیلی نگاشته‌است. وی شاهنامه فردوسی را به عربی برگردانید و در ۶۲۴ به الملک المعظّم تقدیم کرد. از زندگی او، که ظاهراً در شام و عراق گذشته‌است، اطلاع دیگری در دست نیست. تاریخ وفات وی نیز نامعلوم است.
با آنکه وی کتاب نسبتاً مشهوری دربارهٔ سلجوقیان تدارک دیده، و شاهنامه را به عربی برگردانده‌است، باز زندگی‌نامه‌اش مورد توجه نویسندگان کهن قرار نگرفته، و آگاهی‌هایی که از احوال او باقی‌مانده، و در کتاب‌ها پراکنده‌است، بیشتر همان یافته‌هایی است که عبدالوهاب عزام در مقدمهٔ «الشاهنامه» آورده‌است.

## ترجمه شاهنامه
سخن هوتسما که همهٔ شهرت بنداری را زادهٔ تاریخ‌نگاری او پنداشته گزاف نیست. ترجمهٔ شاهکاری جهانی چون شاهنامه، تقریباً در هیچ‌یک از فهارس کتاب‌شناسی کهن بازتاب ندارد. با این‌همه در ۱۹۳۲ میلادی عبدالوهاب عَزّام، ادیب و شاعر و فارسی‌دان‌ِ مصری، ترجمه بنداری را در دارالکتب قاهره به چاپ رسانید. وی در مقدمه شرح می‌دهد که نخست از طریق تاریخ ادبیات ادوارد براون به وجود نسخه‌ای از این ترجمه در کیمبریج پی برده‌است.
کار بنداری از نظر ترجمه، به‌راستی شایستهٔ ستایش است. وی در گزینش معادل برای واژه‌های شاهنامه، یا پرداخت عبارات در مقابل ابیات فارسی، در بیشتر جاها زبردستی‌ِ خاصی از خود نشان داده، چندان‌که کار تصحیح متن فارسی شاهنامه را آسان کرده‌است؛ اما عیب بزرگ او آن است که این کتاب را مختصر کرده، و تقریباً همه‌جا سخنان شخصی و عاطفی فردوسی را که تجلی‌گاه هنر شاعرانه اوست، فرو نهاده، و آن فضای هنری و شاعرانه را از ترجمه خود به کلی زدوده‌است. از این‌رو، برخی حوادث مانند آنچه میان رستم و تورانیان رفته، تقریباً همهٔ پیش‌گفتارها که فردوسی در آن‌ها از احوال و عواطف شخصی خود سخن گفته‌است، مانند مقدمهٔ داستان سهراب، مدایح سلطان محمود و وصف ها، به خصوص وصف جنگ‌ها را حذف یا خلاصه کرده‌است.
اثر بنداری تنها یک ترجمهٔ خواندنی از حوادث شاهنامه نیست، بلکه می‌تواند در مقام ابزاری سخت سودمند و گاه قاطع برای تصحیح متن فارسی شاهنامه، به کار پژوهشگران آید و جلال خالقی مطلق در چاپ شاهنامه از آن بهره برده‌است.
در پیشگفتار شاهنامه بنداری اصفهانی آمده است :«... چنین بر می آید که در سده ششم هجری در اصفهان دیده به جهان گشوده و در آن جا دانش آموخته، سپس به شام رفته و به دربار ملک معظم عیسی بن ملک کامل ابوبکر ایوب راه یافته است. در همین دیدار بوده که شاهنامه را برای سلطان که خواستار آن بوده، به عربی ترجمه کرده است. بنداری در ماه جمادی‌الاول سال ۶۲۰ هجری ترجمه خود را آغاز کرده و در شوال سال ۶۲۱ در دمشق به پایان برده است . »
بنداری شاعر و فقیه بود، و نیز در ادب و تاریخ دستی توانا داشته است ،  شاهنامه بنداری از کیومرث آغاز می شود و مقدمه را ستایش خدا و ستایش خرد و گفتار در آفرینش جهان و آفتاب و مردم و ماه و... ندارد.